# Polhöhe

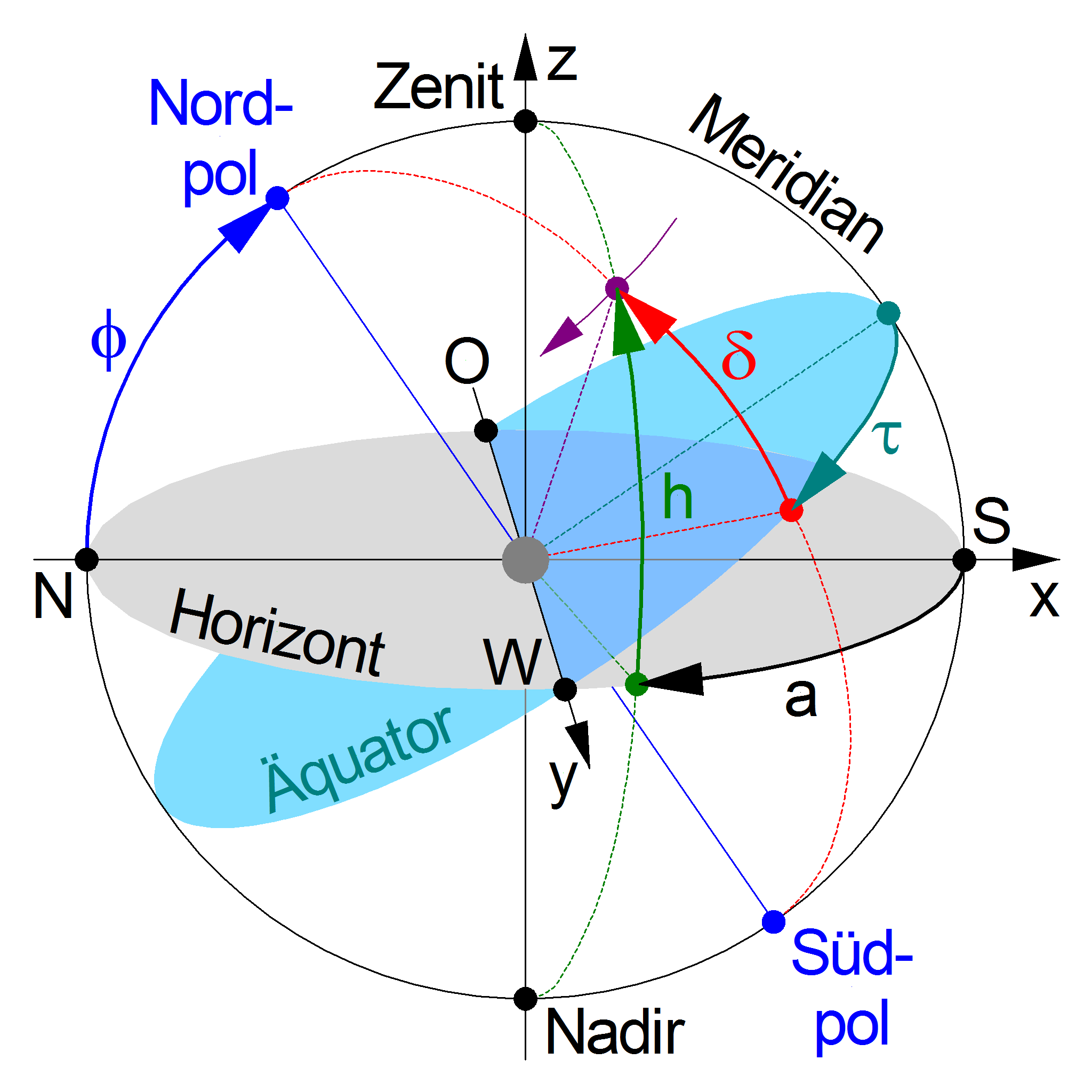
Koordinatensystem des Horizonts (graue Scheibe) mit der Polhöhe φ (blau) zwischen Horizont im Norden (N) und Himmelsnordpol (blau) entlang des Meridians (schwarz) für die nördliche Erdkugelhälfte

Unter Polhöhe versteht man den Höhenwinkel des Himmelsnordpols über dem mathematischen Horizont am jeweiligen Beobachtungsort.
Die Polhöhe bezeichnet dabei den senkrechten Winkelabstand zwischen Horizont und Himmelsnordpol und ist identisch mit der astronomischen Breite (annähernd = geografische Breite) des Beobachtungsstandpunktes. Der Himmelsnordpol befindet sich nahe dem Polarstern und ist der Durchstoßpunkt der verlängerten Erdachse mit der Himmelskugel.
Die Äquatorhöhe ist entsprechend die Höhe des Himmelsäquators zum Horizont und berechnet sich aus der Polhöhe zu: 90° minus Polhöhe.
Die Polhöhe ist ein wichtiger Wert zur korrekten Einnordung der äquatorialen Montierung eines astronomischen Teleskopes und zur genauen Richtungsbestimmung mittels Polaris-Azimut.
Siehe auch:
- Breitenbestimmung, Poldistanz, Astronomische Breite